# Dättern I Frugårdssund

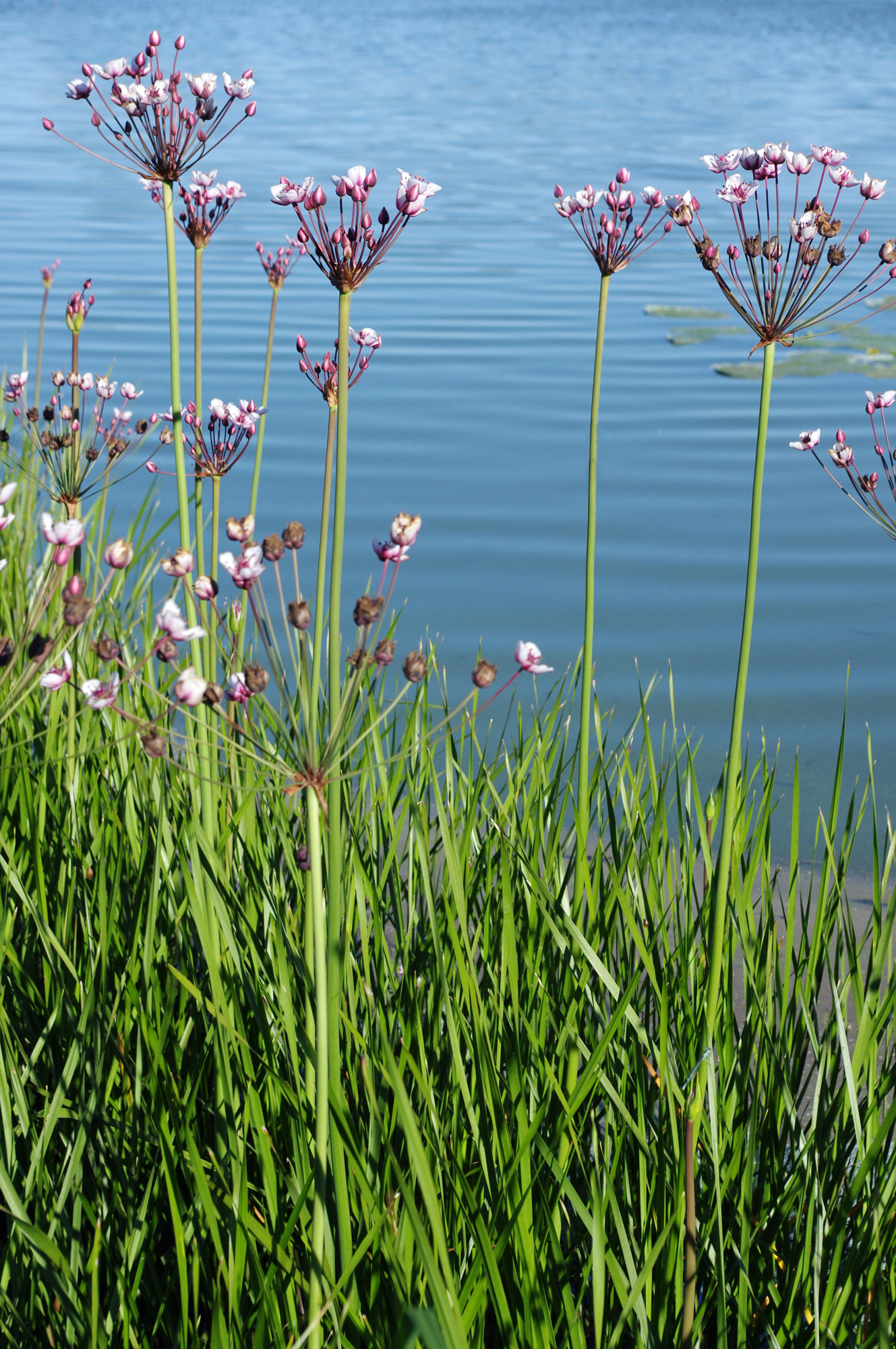
Blomvass

Dättern I Furugårssund är ett naturreservat i Vänersnäs socken i Vänersborgs kommun, Ås socken i Grästorps kommun och Karaby socken i Lidköpings kommun i Västergötland.
Reservatet bildades 1998 och omfattar 1 482 hektar. Det består mest av vattenmiljöer och vassar. Området är beläget 15 km öster om Vänersborg i sydligaste delen av sjön Vänern. 
I den grunda viken Dättern finns vidsträckta bladvasser. Där finns även betade strandängar. Det växer bland annat blomvass, svalting och vattenaloe. Ett större bestånd av klibbal växer på Frugårdsudde. 
Området har stor betydelse för fågellivet. Det ingår en förteckning av internationellt värdefulla våtmarker som är knuten till Ramsarkonventionen. Fåglar som rördrom, brun kärrhök, trastsångare och skäggmes finns i området. 
Dättern och viken norr därom, Brandsfjorden, fungerar som rastplats för änder och vadarfåglar. Den södra delen är en av södra Sveriges inlands främsta rastlokaler för vadarfåglar. Området har också stor betydelse för reproduktionen av gös i Vänern. 
Längre söderut i viken Dättern ligger naturreservatet Dättern II Dätterstorp.